# Weyhe
Weyhe est une municipalité allemande du land de Basse-Saxe et l'arrondissement de Diepholz.
Elle est jumelée avec la commune de Coulaines depuis 1972.

## Personnalités liées à la ville
- Louise Ebert (1873-1955), femme de Friedrich Ebert, née à Melchiorshausen
- Felix Kracht (1912-2002), ingénieur mort à Kirchweyhe
- Dora Ratjen (1918-2008), athlète allemand né à Erichshof
- Katja Riemann (1963-), actrice née à Kirchweyhe